# Palenica Zuberska
Palenica (słow. Pálenica, 1047 m) – szczyt na zachodnim obrzeżu Tatr Zachodnich, wznoszący się nad Doliną Borowej Wody. Na polskich mapach opisywany jest jako Palenica Zuberska. Jest to niski, ale dość wybitny szczyt, z wszystkich stron wyraźnie oddzielony od sąsiednich szczytów. Od południowo-wschodniej strony jego stoki opadają do głębokiej przełęczy Przehyba (950 m), oddzielającej go od Małego Ostrego Gronia (1127 m). Na przełęczy jest polana o tej samej nazwie. Spływa z niej na północ niewielki potok. Południowo-zachodnie stoki opadają do Doliny Spadowego Potoku, północno-zachodnie do Doliny Borowej Wody. Doliną tą, wzdłuż podnóży Palenicy poprowadzono drogę z Zuberca do Liptowskich Maciaszowiec. Dawniej przechodziła ona przez wąski wąwóz pomiędzy Palenicą Zuberską a Klinikiem, obecnie jest to szerokie przejście, gdyż funkcjonujący tutaj kamieniołom wybrał już dużą część skał Palenicy.
Obecnie Palenica jest całkowicie zalesiona. Znajduje się (z wyłączeniem terenu kamieniołomu) na obszarze TANAP-u. Dookoła, jej podnóżami i stokami prowadzi od kamieniołomu droga łącząca się z drogą do Zuberca.

## Przypisy

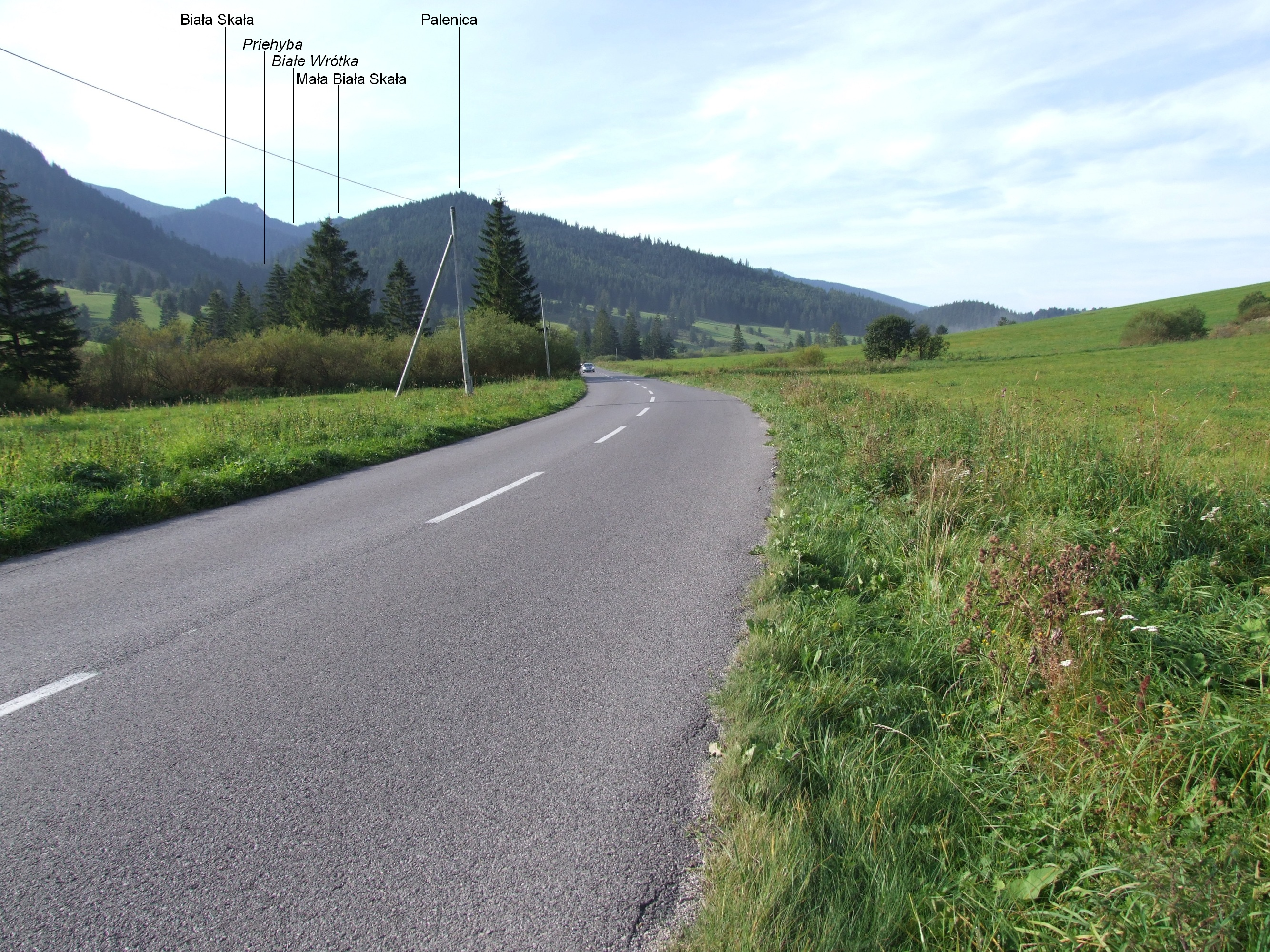
Widok z Doliny Borowej Wody